# شعوب النيغريتو

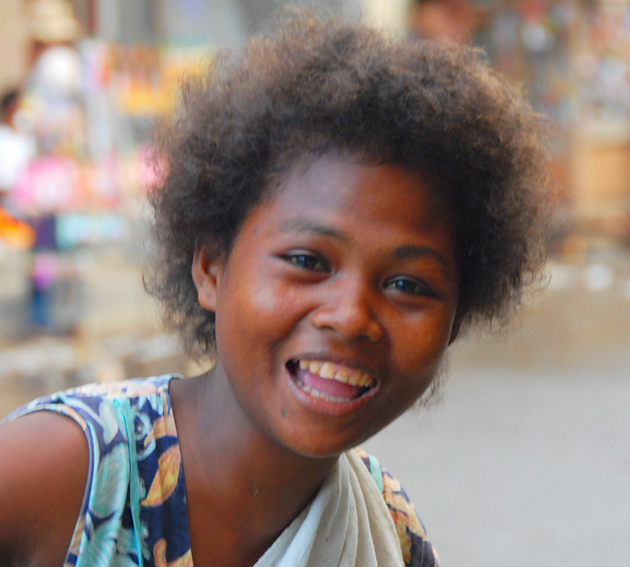

شعوب النيغريتو (بالإنجليزية: The Negrito)‏ وتُلفظ (/nɪˈɡriːtoʊ/) أو الزنوج الأقزام عدة مجموعات عرقية متنوعة تعيش في أجزاء معزولة من جنوب شرق آسيا البحري. تشمل شعوبهم الحالية: شعوب الأندامانيز في جزر أندامان، وشعوب سيمانغ وباتيك في شبه جزيرة ماليزيا، وشعب المانيك في جنوب تايلاند، وشعب إيتا وشعب آتي، بالإضافة إلى 30 مجموعة عرقية رسمية معترف بها في الفلبين.
بناءً على أوجه التشابه الجسدية بينهم، اعتُبر شعوب النيغريتو فيما مضى شعبًا واحدًا ذا قرابة مشتركة. غير أن الأبحاث الحديثة تشير إلى وجود عدة مجموعات منفصلة، مظهرةً أيضًا عدم وجود ارتباطً وثيق بشعوب البيغمي الإفريقية. جرى استبدال شعوب نيغريتو ما قبل العصر الحجري الحديث بشكل واسع في جنوب شرق آسيا نتيجة التوسع السكاني المنغولي الجنوبي، إذ بدأت عملية التوسع منذ نحو 5000 سنة.
تاريخيًا، اعتادوا المتاجرة مع السكان المحليين الذين غزوا أراضيهم في نهاية المطاف، وكثيرًا ما كانوا يتعرضون أيضًا لغارات الرقيق ويدفعون الجِزَى لحكام وممالك جنوب شرق آسيا المحليين في الوقت ذاته. استُعبِد بعض أفراد أقزام النيغريتو من الغابات الجنوبية واستُغِلّوا منذ عام 724 م حتى العصور الحديثة. في الوقت الذي فضّل البعض العيش في عزلة، اندمج البعض الآخر مع السكان المحليين العوام.

## أصل الكلمة
كلمة نيغريتو هي التصغير الإسباني لكلمة نيغرو (الزنجي)، وتستخدم في الإشارة إلى «شخص أسود صغير». صِيغَ هذا الاستخدام من قبل المبشرين الإسبان في القرن السادس عشر الذين عملوا في الفلبين، واستعاره المسافرون والمستعمرون الأوروبيون الآخرون عبر أوسترونيزيا لتصنيف مختلف الشعوب التي يُنظر إليها على أنها تتقاسم سمة القامة الجسدية القصيرة نسبيًا إلى جانب البشرة الداكنة. يميل الاستخدام المعاصر للنعت الإسباني البديل «نيغريلوز» إلى جمع هذه الشعوب مع شعوب البيغمي في وسط أفريقيا، بناءً على أوجه التشابه الملموسة في القامة والبشرة. (من الناحية التاريخية، استخدِمت التسمية نيغريتو أيضًا للإشارة إلى شعوب البيغمي الأفريقية) وقد شُكِّك في مدى ملاءمة استخدام التسمية «نيغريتو» لتشمل الشعوب من مختلف الأعراق بناءً على أوجه التشابه في القامة والبشرة.
تذكر العديد من القواميس على الإنترنت الجمع في اللغة الإنجليزية إما «نيغريتوس» أو «نيغريتوز» دون تفضيل. صيغة الجمع بالإسبانية هي «نيغريتوس».

## الثقافة
اعتمدت معظم مجموعات النيغريتو على الصيد وجمع الثمار، بينما اتّبع البعض الآخر وسيلة الزراعة. في يومنا هذا، تعيش معظم قبائل النيغريتو متشبهة بغالبية السكان في موطنهم الأصلي. إنَّ التمييز والتحيّز والفقر من القضايا الشائعة ضمن مجتمعاتهم.

## الأصول

### الأصل الوراثي
تضم المجموعات الفردانية الأبوية الموجودة لدى بعض أفراد النيغريتو المجموعة الفردانية D، وهي فرع من المجموعة D-M174  بين سكان جزر أندامان، وكذلك المجموعة الفردانية O-P31  الشائعة أيضًا بين شعوب النيغريتو الناطقة الآن باللغة النمساوية، مثل شعب المانيك والسيمانغ  في ماليزيا. قد تكون هاتان المجموعتان قد وصلتا بعد انحراف وراثي معين، مع هجرات ذكور من غير أصل النيغريتو. ينتمي شعوب الآنج وجميع سكان جزيرة أدامانان بقوة إلى المجموعة الفرادنية الميتاكوندرية M، وتمثل الواسم الغالب لقبائل نيغريتو الأخرى والسكان الأصليين الأستراليين «بابوان». يؤكد تحليل الحمض الريبي النووي الميتاكوندري (دنا متقدري، mtDNA)، الموروث بشكل خاص عن طريق الأم، النتائج المذكورة أعلاه. إذ ينتمي جميع أفراد شعوب الآنج إلى الدنا الميتاكوندري M ((mDNA M الفريد لشعوب الآنج.
يشكل معظم أفراد النيغريتو، مثل شعب إيتا أو شعب آتي موضع اهتمام كبير لدى الباحثين الوراثيين والأنثروبولوجيين وعلماء التاريخ، نتيجة انتماء 83٪ منهم على الأقل إلى المجموعة الفردانية K2b، بصيغة الفروع الأولية النادرة K2b1 * و P* (وتعرف أيضًا باسم K2b2 * أو P-P295 *). يحمل معظم الذكور في شعب إيتا  (نحو 60%) المجموعة الفردانية  K-P397  (K2b1)، وهو أمر غير شائع في الفلبين ويرتبط بقوة مع الشعوب الأصلية في ميلانيزيا وميكرونيسيا. تعتبر المجموعة الفردانية القاعدية P* نادرة خارج شعب إيتا وبعض المجموعات الأخرى داخل مناطق جنوب شرق آسيا البحري.
غالبًا ما فسِّر ذلك على أنهم بقايا التوسع الأصلي من أفريقيا منذ نحو 70000 عام. وقد ربطت دراسات في علم العظام وشكل الجمجمة ومورفولوجيا الأسنان بين أفراد سيمانغ وسلالة أستراليود، أثناء بحثها عن صلة ترابط بين الأندامانيز والأفارقة عبر قياس الجمجمة، والآسيويين الجنوبيين عبر مورفولوجيا الأسنان، وبحثها أيضًا عن صلة بين شعوب النيغريتوز الفلبينية وشعوب جنوب شرق آسيا. الاستنتاج المحتمل لذلك هو أن تشتت المجموعة الفردانية B4a1a الميتاكوندرية مرتبط بالتمييز بين الفلبين وشعوب النيغريتوز الأخرى. ومع ذلك، تشير دراسة أخرى إلى أن شعب الآنج (من السكان الأصليين في منطقة الأندامان الصغرى) «يرتبطون ارتباطًا وثيقًا بجنوب شرق آسيا أكثر من ارتباطهم بشعوب آسيا الجنوبية حاليًا»، ويبدو أن شعوب الأندامانيز الكبرى «قد تعرضت لدرجة من الاختلاط الحديث نسبيًا مع السكان الإقليميين المتاخمين ولكنهم يشتركون أيضًا بدرجة كبيرة من النسب الوراثية مع مجموعات النيغريتو الماليزية».
اقترحت دراسة أجريت على أنظمة الزمر الدموية البشرية وبروتيناتها في خمسينيات القرن الماضي، ارتباط شعوب الأندامانيز ارتباطًا وثيقًا بشعوب المحيطات مقارنة بشعوب البيغمي الأفريقية. إذ أظهرت الدراسات الجينية على شعوب النيغريتو الفلبينية، المستندة إلى الأنزيمات والمستضدات الدموية متعددة الأشكال، وجود تشابه مع أفراد الشعوب المحيطة.
ثمّة احتمالية لانحدار شعوب النيغريتو من المستوطنين الأستراليود - الميلانيزيين في أوسترونيزيا. فرغم عزلتهم، تتقاسم تلك الشعوب المختلفة أوجه تشابه وراثية مع أفراد الشعوب المجاورة لهم. ويظهرون أيضًا تفاوتات وثيقة بالأنماط الظاهرية (التشريحية) والتي تتطلب أيضًا التفسير والتوضيح.
بالمقابل، وجدت دراسة وراثية حديثة أنه على عكس المجموعات الباكرة الأخرى في ماليزيا، افتقرت شعوب النيغريتو أندامانيز إلى مزيج الدنا الوراثي بين إنسان دينيسوفا وأشباه البشر (الهومنين). عُثر على سلف إنسان دينيسوفا بين السكان الأصليين الميلانيزيين وسكان أستراليا الأصليين بنسبة تتراوح بين 4-6 ٪.
اقترحت بعض الدراسات أنه ينبغي النظر في كل مجموعة على حدة، لأن الأدلة الوراثية دحضت فكرة وجود أصل مشترك محدد بين مجموعات «النيغريتو» في جزر الأندامان، وشبه جزيرة الملايو، والفلبين. وبالفعل، تكررت هذه الآراء في دراسة أحدث عام 2013 والتي خَلَصَت إلى «حقيقة أنه في المستوى الراهن من الدقة الوراثية... لا يتوفّر أي دليل على وجود ولو سلف واحد للمجموعات المختلفة المعروفة تقليديًا باسم (نيغريتوز)».
تشير الدراسات الحديثة، المتعلقة بتاريخ الشعوب في جنوب شرق آسيا، إلى أن معظم أفراد شعوب النيغريتو في جنوب شرق آسيا يظهرون مزيجًا وراثيًا «منغوليًا» قويًا (الأسترونيزية  والأسترو-آسيوية) مع أسلافهم يتراوح بين 30 ٪ إلى 50 ٪.
أظهرت دراسة بولبيك (2013) أن الدنا الميتاكوندرية الأمومية لشعب الأندامانيز هي من المجموعة الفردانية M بالكامل. ينتمي الدنا-Y الخاص بهم إلى المجموعة الفردانية D التي لم تُرَ خارج الأندامانز، وهذه حقيقة تدعم دليل عزلة هذه القبائل. إذ أكد تحليل الدنا الميتاكوندري (mtDNA)، الموروث بشكل خاص عن طريق الأم، النتائج المذكورة أعلاه. ينتمي جميع أفراد شعب الآنج  إلى الدنا M tmDNA M، وهو فريد لأفراد الآنج.
حددت دراسة عام 2010 أجرتها هيئة المسح الأنثروبولوجي للهند ومعهد تكساس للأبحاث الطبية الحيوية، سبعة جينومات من 26 «رفات قبيلة معزولة» من البر الرئيسي الهندي، مثل قبيلة بايغا، التي تشترك في «نمطين ظاهريين متوافقين مع المجموعة الفردانية M42، وهي محددة للسكان الأصليين الأستراليين». كانت هذه طفرات معينة في الدنا M والتي اشتركت بشكل حصري بين السكان الأصليين الأستراليين وهذه القبائل الهندية، دون أي مجموعات بشرية أخرى معروفة.

### الأنثروبولوجيا (علم الإنسان)
يبدو أن هناك عددًا من السمات التي توحي بأصل مشترك لشعوب النيغريتو والبيغمي، مثل القامة القصيرة والبشرة الداكنة وشحّ شعر الجسم، وأحيانًا كبر الكفل أو الرداحة (ضخامة بالأرداف والحنجرة والفخذين). أضاف الادعاء أن شعوب الأندامانيز يشبهون شعوب البيغمي الأفارقة أكثر من غيرهم من الشعوب الأسترونيزية  في المورفولوجيا القحفية في سياق دراسة أجريت عام 1973 بعض الوزن لهذه النظرية، قبل أن تشير الدراسات الوراثية إلى وجود علاقة أوثق مع جيرانهم.
تشير دراسات متعددة أيضًا إلى أن شعوب النيغريتو يشتركون بقرابة أوثق في شكل القحف مع السكان الأصليين الأستراليين والميلانيزيين.